# 戴笠
戴笠（1897年5月28日—1946年3月17日），國民革命軍中將，浙江省衢州府江山縣保安鄉保安村人，相傳原名春風，字雨農，後改雨濃（因五行缺水），号“芳洲”，主要情報化名金水、沈沛霖，中華民國國民政府情報首長、国民政府秘密警察首長。长期从事特務与间谍工作，曾负责国民政府情治機關，创立国民政府军事委员会调查统计局（简称军统）并担任副局長（但為實際領導人）与中美特种技术合作所主任。其所领导的軍統局行动，處決許多異議分子、中国共产党黨員及民主黨派人士、日本人及与日本人合作的汉奸，是國民政府主席蔣中正的核心情報首腦。
在抗日战争中，戴笠和他领导的國民政府軍事委員會調查統計局为中華民國立下卓著功勋，1946年3月17日，戴笠因從北平市起飛的专用飞机失事身亡，死后被国民政府追认为陆军中将。由于其行踪不定、神出鬼没，他被美国《柯莱尔斯》杂志称为“亚洲的一个神秘人物”、“中国近代历史上最神秘的人物”。

## 生平

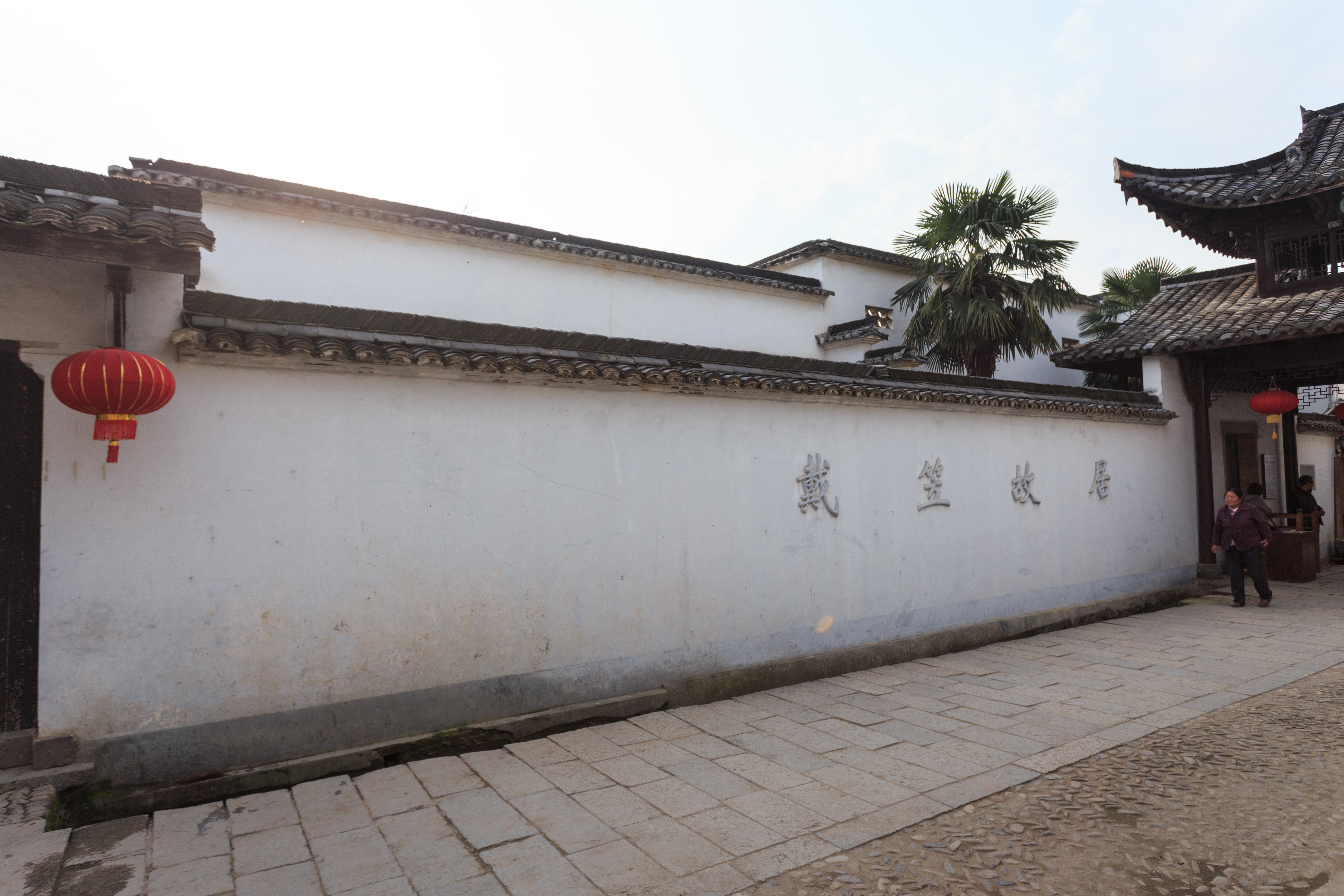
浙江江山戴笠故居

### 早年
1897年出生于浙江省衢州府江山县保安乡。
1915年與毛秀叢結婚。1915年考入浙江第一師範学习。被开除后到浙军潘国纲师当学兵，后脱离部队，浪迹宁波、衢县、金华、杭州。投奔在上海的表亲张冠夫，在上海股票交易所结识戴季陶、陈果夫、杜月笙等人。回到江山县遇到小学同学毛人凤（时在黄埔军校潮汕分校就学），建议戴笠考黄埔。得到戴季陶的推荐信，1926年入黃埔軍校六期（已改名为戴笠），编入骑兵科。北伐战争开始后，就被派遣离校赴南京收集情报。得到蒋介石的赏识，在入伍生部主任胡靖安手下工作，又升国民革命军总司令部上尉联络参谋。

### 拥蒋反共
1923年蒋中正从苏俄考察后认为：“苏维埃政治制度乃是专制和恐怖的组织，与我们中国国民党的三民主义的政治制度，是根本不能相容的。”在做蒋中正副官之前，戴笠就具有反共思想。1927年4月12日国民党清党时，戴笠积极站出来揭发同学中20余名共产党员，此举得到蒋中正的赏识，自此戴笠开始从事情报工作。
1928年開始為蔣中正進行情報活動。

### 创立军统
1930年任国民政府特務組織“調查通訊小組”成員。
1932年，蔣中正在軍事委員會下成立特務情報組，由戴笠領導。同年蔣中正密令戴笠與其他黨內成員秘密組織“力行社”（又稱藍衣社）、“中華復興社”，其中戴笠擔任中華復興社特務處處長，與CC系的中統局個別獨立，戴笠藉由力行社等機構發展特務網絡。
1938年成立“軍事委員會調查統計局”（簡稱軍統），戴笠任副局長。
创建军统时，每个培训班戴笠都会当“班主任”，就像蒋中正对于黄埔军校那样。戴笠时常告诫部下，“军统的历史是用同志们的血汗和泪水写成的。重要的是，死亡临头之时，要甘为事业献出自己的生命。”戴笠常把军统比作一个大家庭，并用传统伦理以德相报，團结特務。戴笠向死亡的军统特務父母支付丧葬费，有意地将军统局塑造成一个讲仁义的单位。
在忠义上，戴笠用自己的行动树立了榜样。戴笠的结拜兄弟王亚樵曾是10万斧头帮的帮主，后成为职业杀手，一心想杀蒋中正，而戴笠一心要保蒋中正，于是两人决裂。1936年，戴笠首先逮捕了王亚樵的部下，利用部下的妻子在梧州约见王亚樵，埋伏的军统特务以石灰撒面，继而枪杀了王亚樵。然而对另一个忠于蒋中正的结拜兄弟胡宗南，戴笠将浙江警校美人叶霞娣送出国学经济，推荐其任大学教授，把她培养成胡宗南期待的“像蒋夫人那样”的妻子。
在军统训练班里，学员要掌握射击、爆破、下毒、电讯等多种技术，还必须接受三民主义等思想。戴笠从一开始就使军统的严格纪律与三民主义思想结合在一起，从而营造出一种特殊的政治文化氛围。在抗日时期，戴笠以“匈奴未灭，何以家为”、“针尖不能两头尖”为训，规定战时特務不许结婚。
戴笠称他的一生所做的一切都是为了“继续孙中山和革命烈士未竟的事业”，他也一直要求自己和部下要忠于“国民革命的理想，不计个人名利得失”。在重庆军统局山坡上有块无字碑，戴笠经常要求部下“清除一切私心杂念，甘当无名英雄。……无名英雄就要随时准备作出牺牲，他们是坚韧不拔忍辱负重的典范，他们是领袖的工具，只有领袖才能创造伟业名留青史。”

### 抗日战争时期

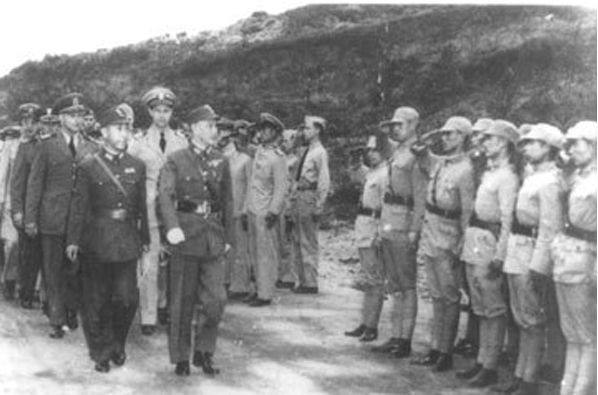
蔣中正與戴笠，1940年代

1934年6月13日，戴笠破获了日本方面自导自演的藏本英明失踪事件，使日本出兵阴谋在国际间颜面无存。
1936年7月，陈济棠与李宗仁发动兩廣事變，不过戴笠早已从海、陆、空三方面暗中部署，一夕间多名将领被他策反，两个月内兵不血刃地结束叛变。至于西安事变，戴笠一再向蒋中正汇报“西北军心不稳”，蒋中正依然前往。待蒋中正被抓后，戴笠冒死陪同宋美龄赴西安救蒋中正。事后他自请处分，反而获得蒋中正的信任，因为当时很多蒋中正的亲信幹将都逃避责任，互相推诿。
1937年1月8日，復興社特務處處長戴笠偕王化一、吳瀚濤往見何應欽，何應欽向王化一、吳瀚濤二人表示，中央決意謀求和平，對西北絕不用兵；戴笠送王化一、吳瀚濤至張學良處，與張學良單獨談話，張學良稱：「如果發生衝突，必使抗日力量因內戰而受損失，和我初衷完全相反」:5333。
1937年七七事变后，抗日战争全面爆发。淞沪抗战之前，戴笠很坚定地对其他人说，这次我们一定要打了。国民党元老吴稚辉问他，武器经济都差得那么远，拿什么打呢？戴笠说：“哀兵必胜，猪吃饱了等人家过年，是等不来独立平等的。”这句话给其他人的震撼很大，后来成了军统抗日的经典创见。据军统大员沈醉回忆，抗日战争中军统牺牲者达18,000人之多，而当时全部注册人员仅为45,000余人。
1937年戴笠负责成立的苏浙抗日武装别动队（后称为忠义救国军），在敌后方起到了很大作用。淞沪大战前，戴笠赶到上海，吩咐军统的人从日本人的眼皮底下抢来了五六千只军火库武器；戴笠还找到杜月笙，在短短一个月内成立了一万人的“苏浙别动队”，在掩护正规军撤退时，一万人只回来了两千人。当时戴笠白天忙于组织对日情报战和武装别动队，晚上坐车从上海到南京，向蒋中正汇报战况和分析情报。那时铁路已经不通，汽车也只能熄灯行驶，日军飞机不断轰炸扫射，危险异常，他却犯险如常。当时日本人对他颈上人头的悬赏金额，远在对毛泽东悬赏之上。
1938年1月，奉蒋中正手令，戴笠将敌前抗命退兵的军阀、山东省主席韓復榘，以诱捕方式押送汉口军事法庭审判枪决。并于同月在万国医院病房毒死与韓復榘同谋通敌的四川军阀刘湘。当年7.7及8.13周年，别动队还在上海发起全市大暴动，迫使日军不得不在上海周边留驻重兵，有效分散了日军兵力。
1939年戴笠亲自到越南河内，部署刺杀投靠日本的汪精卫，行动失败后，戴笠又继续部署，1944年汪精卫于日本就医时，戴笠密令潜伏的中日混血日籍女佣以慢性毒物致汪精卫并发症死亡（然而汪精卫的死因亦有不同说法）。
1940年，高月保大佐来华北视察，11月29日被军统特務击毙。当时物资紧张，却有不肖官商乘机走私囤积民生必需品，哄抬物价，大发国难财，军统于是成立经济检察队，将屯粮的成都市长杨全宇判处死刑，将走私贪污的财政部中央信托局经理林世良活埋。
1941年，为加强南亚抗日活动，戴笠两次亲赴缅甸建立情报网，在东南亚做到了“只要有华人血统的地方，就有戴笠的情报员”。他还通过孔雀公司领得商用大卡车牌照1,000张，保证了战时国际物资的运输。
1943年戴笠兼任国民政府财政部缉私总署署长和战时货物运输管理局局长。1944年日军发动开战以来最大规模攻势，国民政府由北至南除了缅甸之外全线溃败。戴笠麾下的所有忠义救国军及中美合作所游击队全线出击，有效牵制了日军的总攻击。

### 中美特种技术所

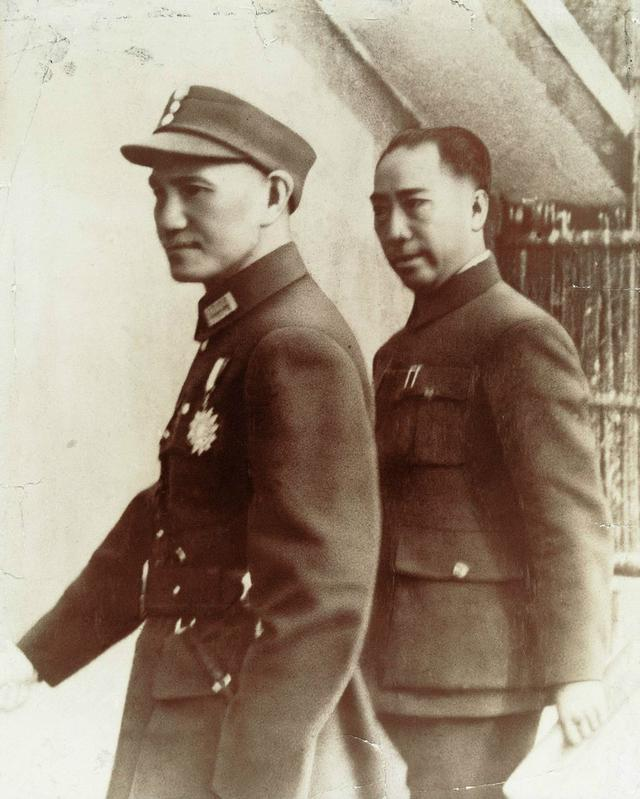
蔣中正與戴笠，1940年代

1941年12月7日，日本海军偷袭珍珠港成功，使美国最终参战。美国与日本隔太平洋相望，打击日本必须主要依靠海军及空军，掌握足够的气象、地理及军情資訊就成了重要的工作。而美国认为中国在地理位置上占有优势，可以为美国提供这些資訊。为了战胜日本，美国必须要同中国的军情机构合作，在中国成立一个军事情报机构，为中美共同打击日本提供相应情报。1942年5月，美国海军中校梅乐斯奉命来到中国，主要任务是“搜集情报和骚扰日本”。在中国驻美武官萧信如的帮助下，梅乐斯与军统戴笠取得了联系，并就合作事宜进行了磋商。
1943年4月15日中美双方共同拟定了一份名为《中美特种技术合作协定》的条约。中美合作所的成立得到了罗斯福和蒋中正的批准，成立于1943年4月15日（一说为1943年7月1日），结束于1946年1月（一说为1946年5月）。中美特種技術所（简称“中美合作所”）直接隶属于中美两国最高军事统帅部，总部设在中国重庆西北郊的歌乐山下杨家山。成立时，美国海军部长诺克斯，中华民国外交部部长宋子文、杜诺万少将、萧信如上校和梅乐斯、戴笠先后签名。中美合作所由戴笠担任主任，由美国的梅勒斯出任副主任。1943年7月美国陆军方面改派魏今生为代表。参谋长中方两人，为郑介民和李崇诗，美方为贝利美。主任秘书中方为潘其武，美方为史密斯。
出任中美合作所主任，是戴笠生平唯一一次担任正职。戴笠为了取得中美双方人员至少对等的领导权，戴笠试以契约的方式约束他的美国部下。他坚持在中美合作所协议中写明，“机构设置上，各层机关均设一中方组长、一美方组长”，“任何事务须经中美双方组长共同决定”。
戴笠的部下沈醉（时任军统总务处处长），在投降中共后，用“主奴”一词描述戴笠和美国人的关系。在戴笠与宋子文的电报往来中，戴笠多次提及相比“鄙视吾人而以狡猾名世”的英国人，美国人要有诚意得多。因技术上有求于美国，戴笠对美国人向来礼数周全。每到圣诞节，便宴请美方人员，由军统中方人员作陪，有时还会招来若干女伴。亦成为各版本野史借题发挥的素材。
双方最终议定中美合作所的合作范围限于：分享军事情报，为配合美海军在大平洋作战提供气象情报，装备和训练一支在中国沦陷区进行爆破、侦察等作业的突击队。作为条件，美方必须承诺放弃在华境内进行独立的情报活动。
《中美合作所的成立》中有一则戴笠与梅勒斯在1943年7月12日的会谈记录。在谈话中，戴笠向梅勒斯交涉，为什么中美双方交换的情报不成比例，而且中方截获的情报也多由美方带回华盛顿破译。
梅解释说：“每破译一种秘电码，需四十男人二女人，需时六月，及有庞大之机器，故无法供给此项技艺”。戴笠随手就向华盛顿拍了份电报，要求美方派人“携统计计算机若干架来华”。
大型电子计算机是1941年才列装美军的独家专利，戴笠的要求堪称奇想。美国汉学家费正清曾出此论：“中美合作所确曾部署了骚扰日军后方的行动，并为美国海军的登陆作了准备。但其弊端在于，它把美援全部用在了国民党一边，后为共产党所深恶痛绝。”
美方的物资援助，通过滇缅公路源源不断地输入西南国统区。这也为后世指控戴笠以中美合作所为掩护，行走私之实留下了想象空间。重庆歌乐山烈士陵园前副馆长杨顺仁曾引述，魏德迈（驻华美军指挥官史迪威的继任者）讽刺戴笠：“你们是想趁此机会，多运些女人内衣内裤、浴缸到重庆来吗？”
但这一幕的真实性有待商榷。从台湾解密的中美合作所档案看，戴笠甚至不知道中美合作所的运输车队装运的是什么：“华方仅知若干箱数量，而每箱重量及物资之种类与数量则均未得美方之通知。”因华方只充当了美方越货的工具，徒费燃料。
军统“三巨头”之一的唐纵，在日记中多次表达过对欢宴的厌倦，他冷眼旁观戴笠，“临席前，总是一个人忙于安排座席。”

### 防共反共
1944年，抗战已经进入第七个年头，随着美军在密支那地区重挫日军，盟军在太平洋战场转入了全面的战略反攻。为收复东南沿海沦陷区，戴笠曾经想动用自己那支在江浙一带蛰伏了多年的「忠义救国军」，充任「接应美军登陆的先头部队」。此情在《忠义救国军》中，得以披露，戴笠曾下手令「准抽调安我华（忠义救国军第五纵队队长）部队，并由美方负责训练与装备」。
1944年9月，戴笠在重庆撞见穿粗布军服的美国军人时，神经高度紧张，因为这种服装的来源只有中共苏区。戴笠马上责成军统华北区「查明美方盟军人员有无藉日伪协助华北沦陷区活动」。
戴笠在电文中提到，沦陷区的中國共产党部队已「有七十万之众」，使美“对匪宣扬之实力极其重视”。同年9月22日，戴笠即电胡宗南“有关日军南洋部队动向与共党要求装备配合反攻”，此节也收录在《军情战报》中。
「敌寇（日军）於明年（1945年）3月以前撤退其在南洋（东南亚）部队，集结在黄河以北以巩固其满洲基地，但敌于黄河以南以匪军（共产党部队）对付我中央军之部队，查敌与黄河以南之匪已形成互不侵犯之势」。
戴笠和胡宗南交谊甚笃，早在胡担任中学地理教员时，就和在江浙打流（无业，在外游荡）的戴笠相识。戴笠称「两人好像从没有一场真正结束的谈话」。发迹后，他曾把自己的女秘书叶霞娣嫁与胡宗南为妻；而戴笠手下最得力的电讯专家魏大铭，则是胡宗南的旧部。
胡宗南身为黄埔一期的老大哥，深得蒋的信任，堪称黄埔学生得道的第一人。抗战期间，他屯兵西北、封锁陕甘宁边区，是蒋中正「攘外必先安内」的军事主力。直到国民政府最终溃败，也是胡宗南部隊一路护送蒋离开大陆。
美国汉学家魏斐德评论说，戴与胡两人身世和处境相似，都是早年生活在传统理序尚未崩坏的乡间，身受过其好处，因而认同维护传统价值的必要。两人在不同程度上相信顾炎武的「匹夫有责」论，又野心勃勃地想要「以天下为己任」，立志「侍当世之明主」。
据《忠义救国军》「戴笠函剑萍速拟金华会议决定整编忠救军计划」中记载，日降在即，为在国内军事和政治中为蒋中正占得先机，戴笠亲令麾下「忠义救国军」，开赴京沪、京杭铁路沿线，以便抢在共产党部队之前接手长江下游的沦陷区。此次档案解密，也给了一向背负污名的「忠义救国军」一个相对公正的评价。中華民国国史馆研究员吴淑凤说：「『忠义救国军』是一个有组织的反共游击部队，当时对整个江南地区的敌后游击战是有贡献的，而并不像大陆方面所宣传的，是乌合之众。这个可以从档案上面可以看得出来。」
戴笠唯恐活动在江浙丘陵地带的「忠义救国军」鞭长莫及，难于第一时间赶到上海、杭州、宁波等大城市接防，竟然特上书蒋中正，请求协调伪军充任临时受降部队。《军情战报》所载戴笠于1945年8月16日呈蒋中正的电报中，向「领袖」表明心迹：「生因以有利于国家与民族，个人之毁誉成败固非所计也。」
为此，他不惜与大汉奸丁默村合作，在1945年8月中旬再三致电时任伪杭州市长的丁默村，安排其与日军交割宁波防务的进退。「如我方无部队接访宁波，则日军不能先行撤退，因四明山一带匪军（共产党部队）正图进入宁波也」。
戴笠的「盘外招」，使得共产党部队在从抗日战争转向内战的关头，处处受到掣肘。对此，周恩来也承认：「戴笠之死，共产党的革命，可以提前十年成功！」

### 死亡
1946年3月17日戴笠乘专机由青岛飞往南京时，因南京上空乌云密布、雷电交加，不得已转飞上海，但这时上海的天气也不适合飞机降落，只能改飞徐州降落，途中在南京西郊的岱山失事身亡。
有懷疑戴笠飛機失事可能是人為，可能下手的包括：
- 當時戴笠的對頭以及競爭對手，時任中国共产党安全和情報部長的康生；
- 當時的美國戰略情報局，因為事件發生在美國的飛機上；
- 军统北平站站长马汉三指使心腹刘玉珠在戴笠专机上安放定时炸弹，炸弹爆炸造成飞机失事假象。戴笠曾经把乾隆的九龙宝剑交给马汉三保管，后来马汉三被日军俘获，交出九龙宝剑，此剑辗转到川岛芳子手中。后来戴笠提审川岛芳子，得知此剑去向，又发现马汉三有贪污行为，但戴当时焦头烂额，因而戴笠决定，先施缓兵之机，待机再处理马汉三的问题。于是戴笠放出风声，要重用马汉三。不过马汉三看出这是烟幕弹，心中戒惧，按军统纪律，他自己的下场必死无疑。无奈之际，他与亲信刘玉珠密商，认为只有杀死戴笠，才可平安无事。馬漢三家屬則撰文澄清，馬沒有謀殺戴笠。[9]
- 蔣介石在戴笠的告別式中，聲淚俱下，讓旁人認為他真的是因為「痛失英才」而難過，之後國民政府退守台灣後，蔣介石感嘆「雨農不死，我們今天也不至於會撤到台灣」。

### 死後的影响
戴笠死後被追選為中国國民黨第六屆中央執行委員。
戴笠死後，原來的特務機構發生劇變，3月28日蔣介石縮編戴笠原於中國各地佈置的特務處，由原本的2萬人縮編剩幾百人，為蔣介石所指挥，但戴笠死後，特務縮編与內部權力鬥爭，使得中华民国政府的情报单位日漸薄弱，而中共的地下党组织轉為強勢。
他属下的重要机关“中美合作所”、“忠义救国军”等20余万人员，因不再协助盟军在太平洋战争的需要。战时受戴笠影响的交通、警察、缉私等公开部门，引发一轮的权力变更。而军事方面，因戴笠把“耳目”派遣到前线战斗单位，在军中素有积怨。在1938年的长沙大火后，戴笠曾致电蒋中正，说“长沙火灾损害巨大张治中办事不力”；又因“属下援女求欢”一事打过顾祝同的小报告，并明电胡宗南，“第三战区战事失败全因生活优裕军纪涣散致无斗志”，引起军事委员会诸多高层将领的不满。

## 墓地与遇难地
戴笠遇难后，国府在1946年6月12日将戴的遗体暂厝东郊灵谷寺志公殿内，殿内并有各界挽联，尤以章士钊所撰最有名——

生为国家 死为国家 平生具侠义风 功罪盖棺犹未定
誉满天下 謗滿天下 乱世行春秋事 是非留待后人评

之后由蒋中正择定灵谷寺国民革命军阵亡将士第三公墓作为戴笠墓址，由上海陆根记营造厂承建，而该厂曾承建不少著名民国历史建筑，比如南京的国民大会堂、国立美术陈列馆（今之江苏省美术馆）和上海的百乐门娱乐场等。
戴笠墓墓道水泥建造，墓则以苏州花岗岩建成，呈长方形，占地1,500平方米，墓前有3米多高花岗岩墓碑，正面有国民党元老吴稚晖所题“戴雨农将军之墓”，背面为章士钊撰文并书写的墓志铭。
1947年3月26日，国民政府在灵谷寺举行移灵暨公祭典礼，之后军统局长毛人凤跟特务沈醉一道找人用水泥搅拌的混凝土灌进戴笠墓穴内，以防有人掘墓盗坟。1949年国军撤退前夕，蒋曾动念将戴笠墓迁到台湾以防解放军掘墓毁尸，但因顾虑到只有用炸药才能炸开坟墓，不过如此也尸骨不存，于是作罢。
後来解放军占领南京，不久後在1951年动用十几个民工花了一个星期便整个毁掉戴笠墓。墓碑被推倒，正面长期以来朝下压在泥土里；墓穴打开后，红漆楠木棺材被破坏，戴笠遗骨被抛到墓前的池塘里，至于遗物，则除了一把被烧得变形得左轮手枪、一个皮鞋后跟，就是一把“九龙宝剑”——而且是当年清朝乾隆帝下葬时的随葬宝物。後来该宝剑被沈醉从江宁农民手中寻回，他日后并在《我所知道的戴笠》一文有提及。目前，戴笠墓已被列为玄武区不可移动文物。
至于戴笠遇难之地岱山则位于南京雨花台和江宁县交界处，一称戴山，遇难處有立一碑，为吴稚晖所提，上款为“民国三十五年三月十七日午时”，中部为“戴雨农将军殉难处”，下款“吴敬恒题”（吴敬恒字稚晖）。多年以后，碑上部约1/4被毁，但下面3/4仍保存完整，高1.3米，宽1米，虽有部分字迹被毁或漫漶不清，但仍能辨认。近年有部分军情局（军统即其前身）的退休情报人员组成的联谊会獻花圈，以曾任军情局长的忠义同志会理事长陈虎门的名义率全体会员敬献，而该理事会成立之初为“三一七联谊会”，1991年6月改今名。

## 家庭与个人生活
早年丧父。母亲蓝氏。兄弟二人。弟弟戴春榜，在甘肃省当县长、军统少将。
戴笠与结发妻子毛秀丛，1895年生。戴笠和毛秀丛最终因为戴笠的外遇而分居。1939年，因罹患子宫癌毛秀丛在上海的医院病逝。
戴笠与结发妻子毛秀丛育有一子戴善武（戴藏宜），上海大同大学肆业。妻子郑锡英。在江山县“雨农中学”任校长。军统少将。但未出家乡做过事。1951年1月，江山县人民政府在江山县保安乡枪决戴善武。
戴藏宜与妻子郑锡英有三个儿子（戴以宽、戴以宏、戴以昶）和两个女儿（戴眉曼、戴璐璐），其中戴璐璐早夭1953年底，特務黃鐸偷渡到上海；1954年，因為能夠安排的假身分有限，因此只帶出郑锡英偕二子戴以宽、戴以昶经香港去台湾，戴以宏被留在上海；戴眉曼寄養在戴笠生前的廚子家中，也無法離開中国大陸。1990年代政府開放大陸親屬來台探親、探病後，兩人曾經來台，探望當時還健在的母親鄭錫英。2016年戴笠逝世70周年，由軍情局退伍人員組成的聯誼團體「忠義同志會」，也邀請兩人來台。
军统间谍李丽之子，传为戴笠之子。

## 評價

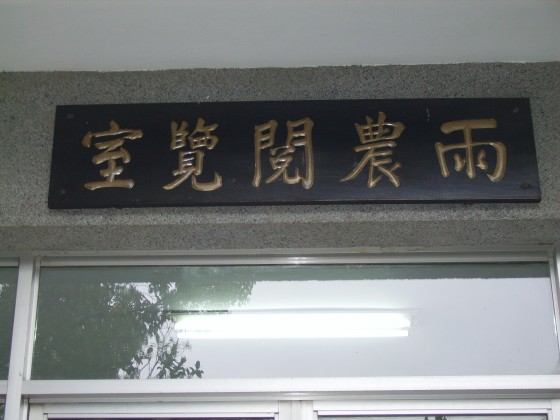
台灣紀念戴笠的雨農閱覽室

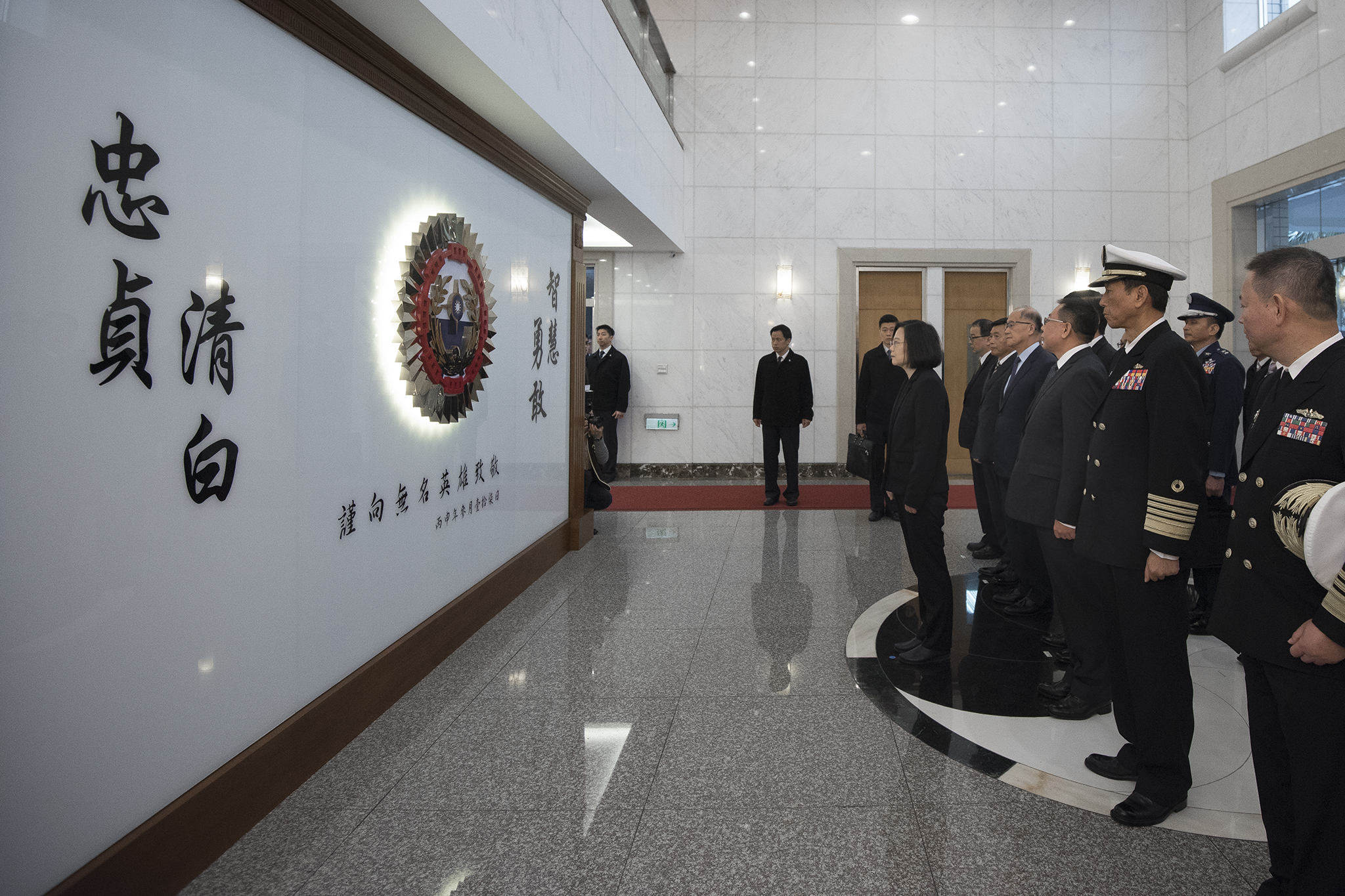
國防部軍事情報局內的「戴雨農先生紀念館」，其忠烈堂祀奉5千餘名情報先賢先烈靈位，涵蓋75位在國、內外殉職的情報人員以及4,899位先烈事蹟收錄於革命先烈紀念冊。

以後世觀點來看，戴笠可以說是情報界少有的天才，他無師自通，一手建立軍統局這样一个以他為核心的龐大情治機關，在抗日戰爭時期軍統局的敵後諜報偵搜以及中美情報合作對於戰爭的勝利有著無可抹滅的貢獻。在执行蔣中正一些無法公开解決的事情就必須藉由軍統執行，如1933年6月暗殺民權保障同盟副主席楊銓，次年在滬杭道刺殺上海《申報》主持者史量才。除了共產黨及其同情者外，戴笠對付的還有國民黨內作為蔣中正政敵的其他派系，日本人及與日人合作的漢奸。

### 中國國民黨及中華民國方面
因戴笠善於利用黑幫關係（與上海青幫首領杜月笙關係良好），忠於國民政府主席蔣中正，因此蔣中正在抗戰結束前將戴笠視為其最重要的親信之一。軍統為國民政府的情報單位之母，而軍統的後身－位於臺北市士林區芝山岩一帶國防部軍事情報局，附近地區有以戴笠的字命名的雨農路、雨聲街、臺北市士林區雨農國民小學、臺北市士林區雨聲國民小學、中華民國陸軍官校的雨農樓，以及在芝山岩上的雨農閱覽室。
中华民国国防部军事情报局內設有「戴雨農先生紀念館」，二樓為忠烈堂；2016年為紀念戴笠殉職70週年，在情報大樓一樓穿堂設立「無名英雄紀念碑」，背面為戴笠照片與其題字。
- 蔣介石遷臺後曾說：「若雨农不死，不至失大陆！」，「春抚阳明望故里；秋临宁岱思雨农」。
- 戴笠死後，章士釗題輓聯：「生為國家，死為國家，平生具俠義風，功罪蓋棺猶未定；名滿天下，謗滿天下，亂世行春秋事，是非留待後人評。」

### 中國共產黨及中華人民共和國方面
戴笠殺害大量中国共产党黨员，因此中共對他的歷史評價曾一度極低，稱其為“蔣介石的配劍”、“中國的盖世太保”、“中国的希姆莱”、“中國最神秘人物”、“特工王戴笠”，在“文革”中不少“批刘批邓”的大字报中，称刘少奇和邓小平是“戴笠的爪牙”；又有說法指周恩來曾表示：「戴笠之死，共產黨的革命，可以提前十年成功。」
中华人民共和国与中共在改革开放后，才逐渐肯定其在抗战期间所作的贡献。

## 影视形象
| 演員   | 作品               | 年份 | 类型   |
| 苗僑偉 | 歲月風雲之上海皇帝 | 1993 | 電影   |
| 苗僑偉 | 上海皇帝之雄霸天下 | 1993 | 電影   |
| 姚刚   | 潜伏               | 2008 | 電視劇 |
| 王偉華 | 上海，上海         | 2010 | 電視劇 |
| 吳鎮宇 | 大上海             | 2013 | 電影   |
| 關禮傑 | 枭雄               | 2015 | 電視劇 |

### 書籍
- 戴笠; 張式琦; 費雲文. . 國防部情報局. 1979  [2013-10-30]. （原始内容存档于2014-01-01）.
- 戴笠传 良雄編著 傳記文學出版社 (1985年)
- Frederic Wakeman Jr.（魏斐德）著，梁禾譯：《間諜王：戴笠與中國特工》（北京：團結出版社，2004）。
- Frederic E. Wakeman. . University of California Press. 2003  [2013-10-30]. ISBN 978-0-520-23407-9. （原始内容存档于2014-01-01） （英语）.
- 諜殤-中國特工對日諜戰紀實 南國生編著 團結出版社（2008年）
- 局外人. . 獨立作家. 2013-10-18  [2013-10-30]. ISBN 978-986-89946-2-1. （原始内容存档于2014-01-01）.